# Жуковец (Минская область)
Жуковец (бел. Жукавец) — деревня в Березинском районе Минской области Белоруссии. Входит в состав Березинского сельсовета.

## География
Деревня находится в восточной части Минской области, на правом берегу реки Березины, при автодороге Н-8003, на расстоянии приблизительно 11 километров (по прямой) к северо-северо-западу от города Березино, административного центра района. Абсолютная высота — 153 метра над уровнем моря. Площадь населённого пункта — 0,3953 км².

## История
По письменным источникам деревня известна с XVIII века. В 1800 году упоминается как владельческая деревня, в собственности у помещика М. Радзивилла.
В 1897 году входила в состав Борисовского уезда Минской губернии, насчитывалось 5 дворов и 44 жителя.
По состоянию на 1909 год, в Жуковце имелось 27 дворов и проживало 183 человека. В административном отношении деревня входила в состав Дмитровичской волости.

## Население
По данным переписи 2019 года, в деревне проживало 22 человека.
| Год  | Население, человек |
| ---- | ------------------ |
| 1897 | 44                 |
| 1909 | ↗ 183              |
| 1917 | ↗ 222              |
| 1926 | ↗ 290              |
| 2003 | ↘ 58               |
| 2008 | ↘ 41               |
| 2009 | ↘ 36               |
| 2019 | ↘ 22               |